# Xanthocalanus media
Xanthocalanus media är en kräftdjursart som beskrevs av Tanaka 1927. Xanthocalanus media ingår i släktet Xanthocalanus och familjen Phaennidae. Inga underarter finns listade i Catalogue of Life.